# ミル・ジェディナク
マイケル・ジョン・ジェディナク（Michael John Jedinak, 1984年8月3日 - ）は、オーストラリア・シドニー出身の元サッカー選手。元オーストラリア代表。ポジションはミッドフィールダー。クロアチア系。

## 経歴

### クラブ

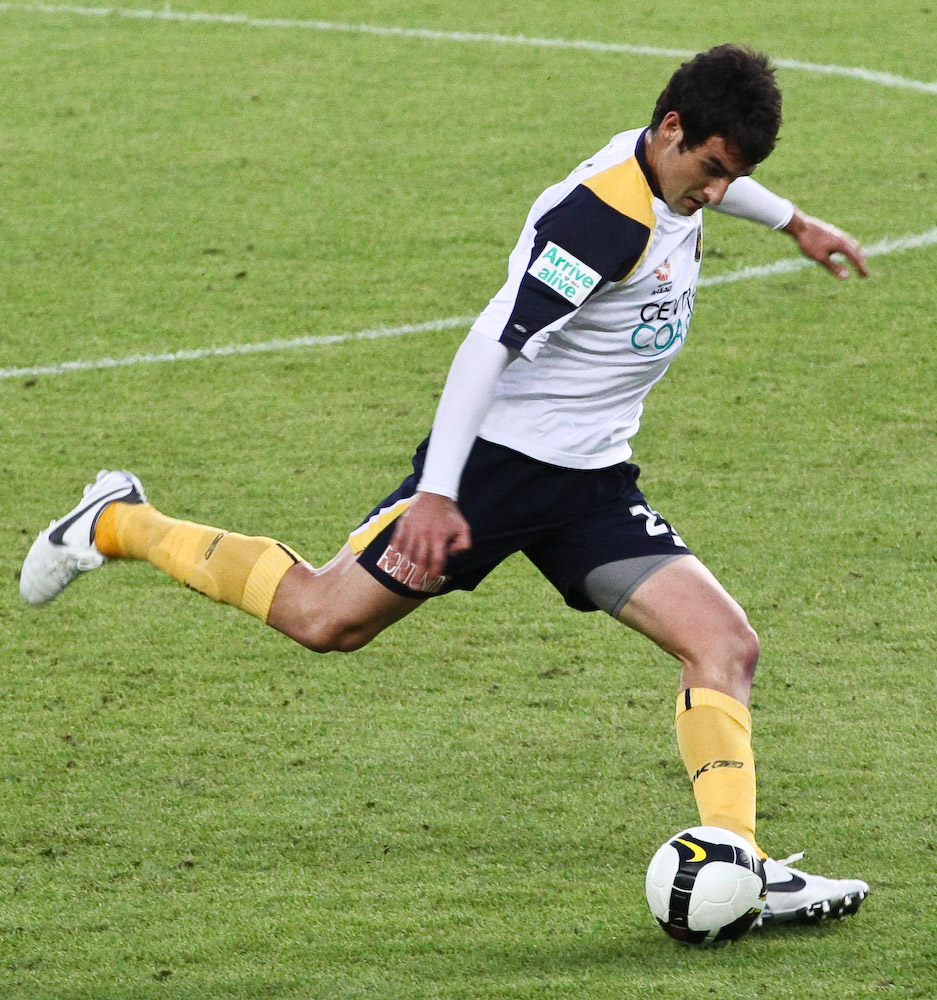
セントラルコースト・マリナーズFCでプレーするジェディナク（2008年）

オーストラリアのシドニー・ユナイテッド58FCのユースチームでキャリアをスタートさせ、2001年にトップチームに昇格した。2004年にクロアチアのNKヴァルテクス・ヴァラジュディンへレンタル移籍した。2006年にセントラルコースト・マリナーズFCに移籍した。

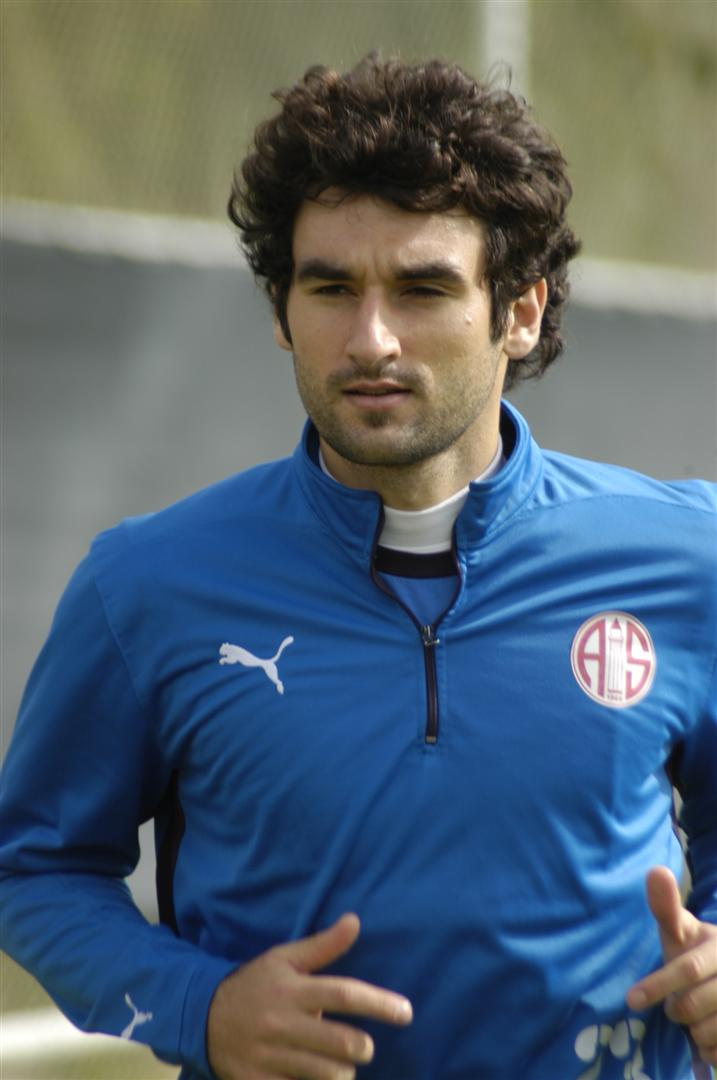
アンタルヤスポルでプレーするジェディナク（2009年）

2009年1月にトルコのゲンチレルビルリィSKに移籍した。カイセリスポル戦でデビューを果たし、フェネルバフチェSK戦で初ゴールを記録した。
2018-19シーズンでアストン・ヴィラを退団し、その後無所属が続いたが、2020年7月、現役引退を表明した。

### 代表

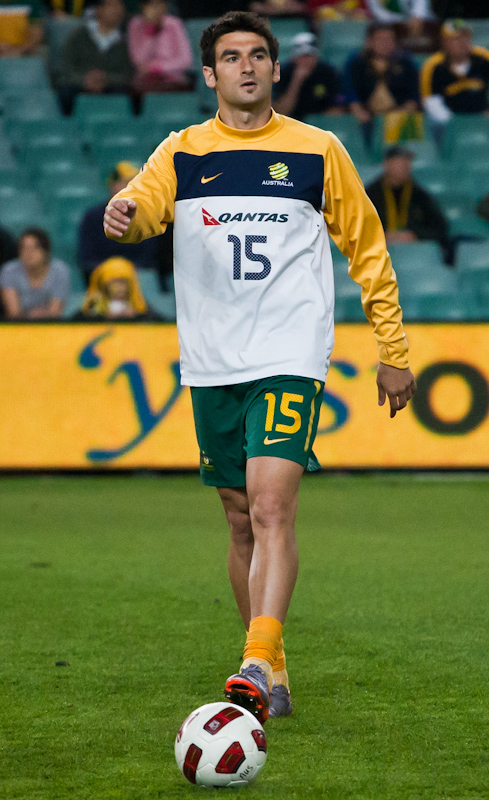
オーストラリア代表でのジェディナク

オーストラリア代表として2010 FIFAワールドカップメンバーに選ばれ、グループリーグ初戦のドイツ戦に途中出場。AFCアジアカップ2011にも出場すると、グループリーグ第2戦の韓国戦で代表初得点を挙げた。
2018 FIFAワールドカップ・大陸間プレーオフのホンジュラス戦ではキャプテンとしてプレーし、ホームでの2ndレグでフリーキックとPK2発でハットトリックを達成。オーストラリアの本戦出場権獲得に貢献した。
2018 FIFAワールドカップのメンバーに選出され、フランス戦とデンマーク戦でPKでゴールを挙げた。2018年10月、代表引退を表明した。

## 所属クラブ
- シドニー・ユナイテッド58FC（英語版） 2001-2006
  -  NKヴァルテクス・ヴァラジュディン 2003-2004 (loan)
  -  サウス・コースト・ユナイテッドSC（英語版） 2005 (loan)
- セントラルコースト・マリナーズFC 2006-2009
- ゲンチレルビルリィSK 2009-2011
  -  アンタルヤスポル 2009-2010 (loan)
- クリスタル・パレスFC 2011-2016
- アストン・ヴィラFC 2016-2019

## 代表歴

### 出場大会
- オーストラリア代表
  - 2010 FIFAワールドカップ
  - 2014 FIFAワールドカップ
  - 2018 FIFAワールドカップ

### 試合数
- 国際Aマッチ 79試合 21得点（2008年-2018年）[8]

| オーストラリア代表 | 国際Aマッチ | 国際Aマッチ |
| 年                 | 出場        | 得点        |
| ------------------ | ----------- | ----------- |
| 2008               | 3           | 0           |
| 2009               | 5           | 0           |
| 2010               | 9           | 0           |
| 2011               | 15          | 3           |
| 2012               | 5           | 0           |
| 2013               | 5           | 0           |
| 2014               | 10          | 3           |
| 2015               | 9           | 5           |
| 2016               | 7           | 5           |
| 2017               | 5           | 3           |
| 2018               | 6           | 2           |
| 通算               | 79          | 21          |

## タイトル

### クラブ
セントラルコースト・マリナーズFC
- Aリーグ：2007-2008

### 代表
オーストラリア代表
- AFCアジアカップ：2015

### 個人
- アジア年間国際最優秀選手賞：2014